# Cayle Chernin
Cayle Chernin (1947 - 18 de fevereiro de 2011) foi uma atriz, escritora e produtora canadense.